# Сантюль II д’Астарак
Сантюль II (фр. Centulle II d’Astarac; ум. до 24 августа 1249) — граф Астарака после 1243 года. Сын графа Сантюля I, умершего в 1234 году.

## Биография
Сантюль унаследовал Астарак после смерти отца, Сантюля I, не позднее 1243 года. В силу малолетства до 1246 года он находился под опекой матери, Сегины де Ломань, дочери графа Жеро IV д’Арманьяк или Бернара V д’Арманьяк. Она вместе с сыном в 1244 году принёсла оммаж графу Тулузы Раймунду VII. 

Графство Астарак на карте Гаскони

Правление Сантюля II было недолгим. В 1249 году он начал боевые действия против Арно-Гильома де Лабарта, виконта де Катр-Вале, и в битве взял его в плен вместе с несколькими рыцарями и большим количеством лучников. Как сообщает аббат Монлезён, победа оказалась трудной, причём поле боя было усеяно трупами. 
Вероятно, что эта битва привела к скорой смерти Сантюля. Точно известно, что несколько дней спустя он находился в Симорре, где серьёзно заболел: вероятно, был ранен. Не надеясь на выздоровление, Сантюль постригся в монахи в монастыре Святого Бенедикта. Вскоре после этого он умер — не позднее 24 августа 1249 года. Вначале его похоронили в монастыре, но позже прах был перезахоронен в склепе, построенном для него около входа на хоры.
Сантюлю наследовал брат, Бернар IV.

## Комментарии
1. ↑  Ранее графы Астарака были вассалами герцогов Гаскони.